# 차파트너스
차파트너스자산운용 주식회사(영어: Tcha Partners)는 버스 회사들을 주축으로 하는 운송업 특화 사모 펀드 회사이다.
버스 운송업을 중심으로 모빌리티 산업 및 스페셜 시츄에이션(special situation) 투자를 전문으로 하며, 서울시 시내버스 7대 중 1대를, 인천의 운수회사의 30%를 가지고 있다.

## 역사
맥쿼리인프라 출신의 구성원들이 설립하였다.

## 논란
- 인수한 회사의 배당성향을 395%까지 올려 지자체의 버스준공영제 보조금을 수익화한다는 지적이 존재한다.[3]
- 2024년 시내버스 회사 매각 때 발생한 경영권 갈등 끝에 공동대표 체제에서 차 대표 단독체제로 전환되었다.[4]

## 계열사

### 서울특별시
- 도원교통
- 동아운수
- 선일교통
- 신길교통
- 한국비알티자동차

### 인천광역시
- 강화교통
- 미추홀교통
- 삼환교통
- 선진여객
- 성산여객
- 세운교통
- 송도버스
- 인천스마트
- 인천제물포교통

### 대전광역시
- 대전승합
- 동인여객

### 제주특별자치도
- 서귀포운수

### 과거 소속 법인
- 명진교통 (2024년 선진네트웍스에 매각되어 계열에서 분리독립)
- 성원여객 (2023년 12월 도원교통에 흡수합병)